# Corso Francia
Pour les articles homonymes, voir Francia.
Le Corso Francia (« Cours France ») est, avec 11,75 kilomètres, l'avenue la plus longue de la ville de Turin.
Construite par Victor-Amédée II de Savoie en 1711, c'est la plus longue avenue rectiligne d'Europe.
Elle est desservie par 9 stations du métro de Turin.